# 박영숙 (1955년)

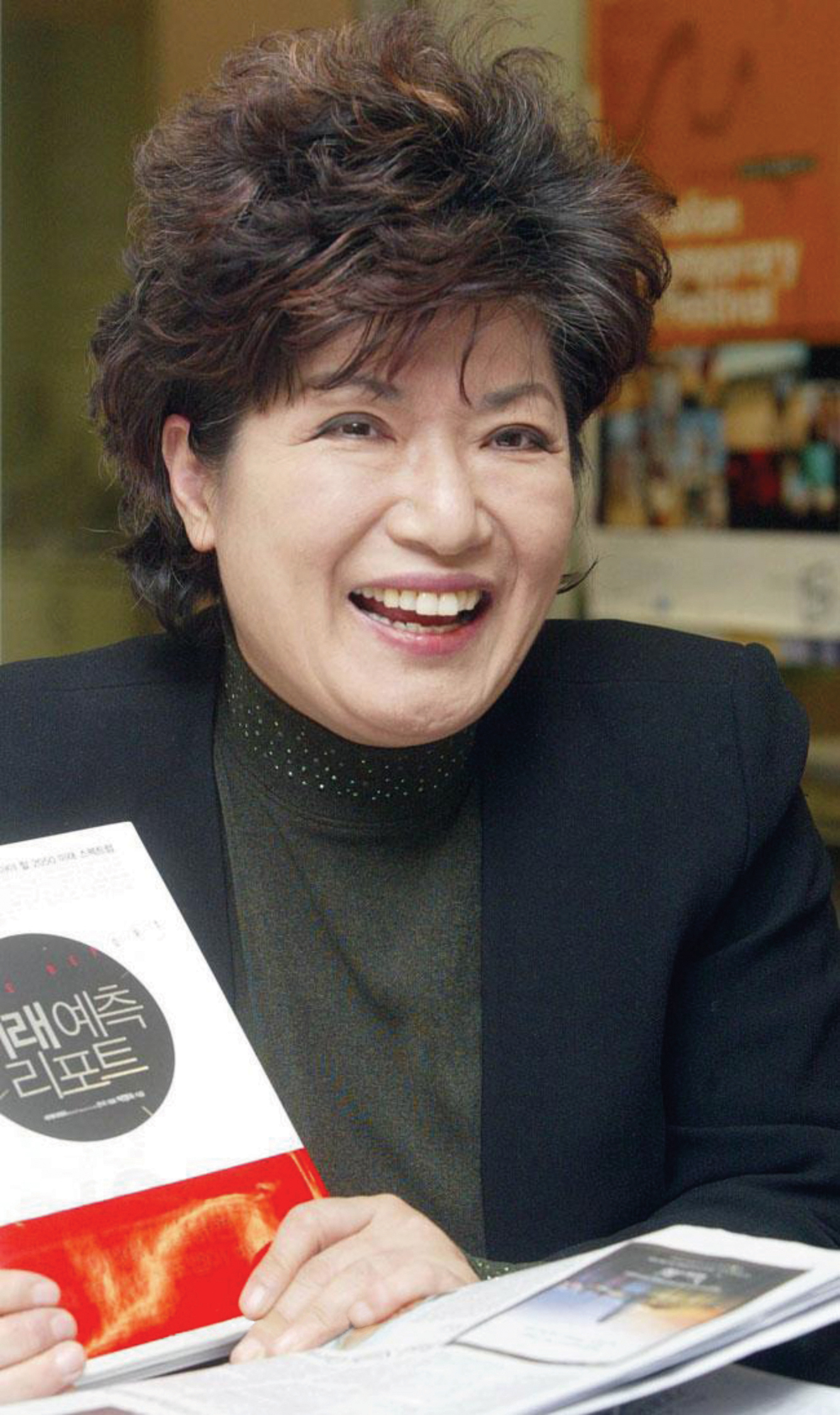

박영숙(1955년 7월 16일 ~ )은 대한민국의 작가, 칼럼리스트, 교수겸 미래학자이다. 현 (사)유엔미래포럼 보관됨 2017-01-10 - 웨이백 머신 한국대표이며, 이화여자대학교 디자인대학원 미래예측겸임교수이다.
주한영국대사관 20년, 주한호주대사관 10년 근무하면서 미래예측방법을 배우고 미래연구전문가들과 교류를 시작하여 현재 20여개 글로벌미래예측기구, 기관 한국대표를 맡고있다. 미래예측에서 한국의 저출산고형화 문제의 심각성을 깨닫고 1982년 외국생활을 마치고 귀국하여 (사)한국수양부모협회를 조직 지난 20년간 집없는 천사 3만명 현재 3천여명을 키우고 있다. 해외입양 지양하고 우리아이 우리땅, 우리집에서 키우자는 출산장려운동을 벌인다. 2004년 (사)유엔미래포럼을 조직한 후 세계미래보고서를 거의 매년 출판하고 세계미래보고서 2045는 교보서적 베스트 경제경영 2015년 1위 서적이 되었고, 세계미래보고서 2050 교보서적 베스트 경제경영 2016년 5위를 할 정도로 한국인들에게 미래학에 관심을 불러일어킨 서적이 되었다. 그녀는 2004년이후 수백명의 세계적인 미래학자들을 한국에 초청하여 미래학강좌를 하도록 포럼등을 조직하였다. 현재는 뉴스1과 Korea Future Forum을 공동조직하고있다. 세계미래보고서2055는 모든 것의 경계와 한계가 허물어지며, 비트네이션 같은 온라인 가상국가들이 부상하여 국적을 서너개를 가지는 세계시민의 부상을 알렸다. 박영숙은 지난 20년간 미래예측관련 다양한 신문칼럼, 라디오방송, 미래신년특집, 미래예측 TV방송 및 특강을 진행하였다.
박영숙은 미래예측을 통해 기후변화, 해수면상승으로 인해 수많은 국가가 해수면아래로 가라앉는 것을 알게된이후 김천 세계기후변화상황실과 솔라메이커스 태양광발전사업자로 신성솔라에너지 보관됨 2017-01-16 - 웨이백 머신와 협력하여 솔라메이커스칼리지를 만들어 태양광발전 확산, 신재생에너지 보급 활성화를 위해 2015년 에너지혁명2030이라는 저서를 토니세바와 공동저자로 출판하였다. 에너지환경산업이 지구촌 최대산업이며 앞으로 인공지능이 모든산업의 기본기술로 부상하므로, 에너지AI네트워크를 만들어 에너지공유경제플랫폼과 제2최대산업인 헬스AI플랫폼에 관심을 쏟고있다. 인공지능이 제4차혁명의 기본기술이기에 2016년 벤 고르첼 인공일반지능협회장과 인공지능혁명2030을 공동저술하였다. 제2최대산업인 바이오메디슨에서 AI-bio기술개발을 통해 신약개발기술전문기관인 인실리코메디슨 등에 자문, 한국대표를 맡아 한국에 다양한 신기술을 알리는데 노력하고 있다.
박영숙은 앞으로 언제 어디서나 어느 기기로나 온라인무료교육이 보편화되면서 교실없는 교육의 시대가 오며, 인공지능이나 VR AR 등 가상, 증강현실로 공부를 하게 되며, 교사에게 지식을 전수받는 것이 아니라 스스로 메이커가된다고 말한다. 2020년만 되어도 Makerspace, Makercenter, Maker Fair 등에서 스스로 물건을 만들면서 배우는 메이커의 시대 가 와서 사교육이 불필요해지고 교육비용이 저렴해진다고 미래교육보고서 2020에서 예측한다. 2030년이되면 의식주, 교통, 교육, 에너지, 의료보건, 오락 등이 저렴해지고 일자리는 결국 인공지능이 가져가면 대부분 프리랜서로서 살면서 기본소득을 받게된다고 주장한다. 특히 2016년말 촛불시위는 똑똑한 개개인들이 권력을 가지는 의식기술시대가 와서 일어난 거대한 기회일 수 있으며, 이때 개헌을 하여 원샷선거제도로 모든 선거를 하루에 한꺼번에 실시, 4-5년내내 정치이야기만 하는 것이 아니라, 딱 한달만 정치를 논하고 나머지 4년은 경제, 미래전략, 삶의 질, 인류도전과제 등을 논의해야 희망한국건설이 가능하다고 주장한다. 정치는 사양산업이며, 매년 선거로 매일 승산없는 정치이야기만 하는 나라는 전세계 한국이 유일한 나라라고 주장한다.

## 경력
- 2016 - 현재: Insilicomedicine, Artificial General Intelligence Association/OpenCog, Bitnation, Humanity+ 등 한국대표
- 2013 : 이화여자대학교 디자인대학원 미래예측겸임교수
- 2012 - 현재: 인터넷신문 인데일리 (Indaily) 편집인

- 2008 - 2014: 나봄문화 공동대표[35]
- 2008 - 현재: 대구사이버대학교 교양학부 미래예측담임교수
- 2007- 현재: CEO, 세계기후변화상황실, Solar Makers (College), SPX Solar, MakerCenter 보관됨 2017-01-13 - 웨이백 머신: 김천시 아포읍, 아포대로 659-15
- 2006 : 연세대학교 생활과학대학 실내건축학과 미래예측강사
- 2006 - 현재: TechCastGlobal, Davinci Institute, Global Ocean Council, Lifeboat Foundation, etc 각종 글로벌미래연구기관 한국대표
- 2004 - 현재: (사)유엔미래포럼 보관됨 2020-11-25 - 웨이백 머신(세계미래회의) the Millennium Project, World Future Society 보관됨 2006-12-31 - 웨이백 머신 한국대표
- 2000 ~ 2010: 주한호주대사관 문화공보실장
- 1995 ~현재: (사)한국수양부모협회 회장
- 1982 ~ 2000 주한영국대사관 공보관
- 1981-1982: Health & Beauty Journal 기자, 뉴욕, 미국
- 1975-1979: 춘천 유봉여자중학교 영어교사

## 학력
- 2003 ~ 2007 서울. 성균관대학교 대학원 사회복지학 박사과정 수료
- 1984 ~ 1986 미국 서던캘리포니아 대학교 대학원 교육학 석사
- 1980 ~ 1981 미국 오하이오 대학교, Athens, Ohio, US. 오하이오대학교 영화제작
- 1972 ~ 1976 경북 대구, 경북대학교 불어 학사

## 출판물
1. 미래예측서 “미래예측 리포트” (랜덤하우스 중앙/2004.11.)
2. 미래예측서 “유엔미래보고서 2004” 감역 (매경출판/2005.5.10.)
3. 미래예측서 “NEXT JOB 미래직업 대예측” (매경출판/2006. 3.)
4. 미래예측서 “유엔미래보고서 2005” 공저 제롬 글렌 (교보출판/2006. 4.3.)
5. 미래예측서 “2020 트랜스휴먼과 미래경제” 공저 호세 코르데이로(교보출판/2006. 7)
6. 미래예측서 “전략적 사고를 위한 미래예측” 공저 제롬 글렌 (교보출판/2007.3)
7. 미래예측서 “유엔미래보고서 2007” 공저 제롬 글렌, 테드 고든, (남보사연/2007.9)
8. 미래예측서 “당신의 성공을 위한 미래뉴스” (도솔출판/2008.2)
9. 미래예측서 “새로운 미래가 온다” (경향미디어출판/2008.12.1)
10. 미래예측서 “미리가본 2018년-유엔미래보고서 2008” 공저 제롬 글렌, 테드 고든 (교보출판/2008.12.5)
11. 미래예측서 “미래가족구조와 가정위탁” (남보사연/2008.12.)
12. 미래예측서 “어린이리더를 위한 미래뉴스” (서울문화사 2009. 3. 25)
13. 미래예측서 “유엔미래보고서1 2009” 공저 제롬 글렌, 테드 고든 ((남보사연/2009.9)
14. 미래예측서 “유엔미래보서2: 2020년 위기와 기회의 미래” 공저 제롬 글렌 (교보출판/2009.12.10)
15. 미래예측서 “2020 미래 교육 보고서” (경향미디어/2010.3.17)
16. 미래예측서 “유엔미래보고서3: 기후와 에너지로 재편되는 세계” 공저 제롬 글렌 (교보출판/2010.12.10)
17. 미래예측서 “유엔미래보고서 2025” 공저 제롬 글렌 등 (교보출판/2011.12)
18. 미래예측서 “미래예측보고서” (경향미디어출판/2011.12.)
19. 미래얘측서 “알지 그린골드, 기후변화대안 (남보사연출판/2012.3)
20. 미래예측서 “유엔미래보고서 2030” (교보출판 2012.11.)
21. 미래예측서 “유엔미래보고서 2040” (교보출판 2013.12.)
22. 미래예측서 “미래는 어떻게 변해가는가” 2014-2130 시간대별로 살펴보는 퓨처 타임라인 (2014. 10. 20)
23. 미래예측서 “유엔미래보고서 2045” (교보출판 2014.12.)
24. 미래예측서 “유엔미래보고서 2050” (교보출판 2016.1.)
25. 미래예측서 “에너지혁명 2030”역자 (교보출판 2016.7.)
26. 미래예측서 “인공지능혁명 2030”역자 (더블북 2016.9.)
27. 미래예측서 "세계미래보고서 2055" (비즈니스북스 2017.01.10)
28. 미래예측서 "세계미래보고서 2018" (비즈니스북스 2017.12.15)
29. 미래예측서 "세계미래보고서 2019" (비즈니스북스 2018.11.24)
30. 미래예측서 "세계미래보고서 2020" (비즈니스북스 2019.10.24)
31. 미래예측서 "세계미래보고서 2021" (비즈니스북스 2020.10.22)
32. 미래예측서 "세계미래보고서 2035-2055" (교보출판 2020-06-05)
33. 미래예측서 "세계미래보고서 2022: 메타 사피엔스가 온다:세계적인 미래연구기구 ‘밀레니엄 프로젝트’의 2022 대전망!" (비즈니스북스출판 2021.10.19)
34. 미래예측서 "AI세계미래보고서 2023" (더블북 2022.3.21)
35. 미래예측서 "세계미래보고서 2023 : 세계적인 미래연구기구 밀레니엄 프로젝트의 2023 대전망!" (비즈니스북스출판 2022년 10월 11일)

## 유엔미래보고서 시리즈 (부제: The Millennium Project)
- 미래예측서 “유엔미래보고서1 2009” 공저 제롬 글렌, 테드 고든 ((남보사연/2009.9)
- 미래예측서 “유엔미래보서2: 2020년 위기와 기회의 미래” 공저 제롬 글렌 (교보출판/2009.12.10)
- 미래예측서 “유엔미래보고서3: 기후와 에너지로 재편되는 세계” 공저 제롬 글렌 (교보출판/2010.12.10)
- 미래예측서 “유엔미래보고서 2025” 공저 제롬 글렌 등 (교보출판/2011.12)
- 미래예측서 “유엔미래보고서 2030” (교보출판 2012.11.)
- 미래예측서 “유엔미래보고서 2040” (교보출판 2013.12.)
- 미래예측서 “유엔미래보고서 2045” (교보출판 2014.12.)
- 미래예측서 “유엔미래보고서 2050” (교보출판 2016.1.)
- 미래예측서 "세계미래보고서 2055" (비즈니스북스 2017.01.10)
- 미래예측서 "세계미래보고서 2018" (비즈니스북스 2017.12.15)
- 미래예측서 "세계미래보고서 2019" (비즈니스북스 2018.11.24)
- 미래예측서 "세계미래보고서 2020" (비즈니스북스 2019.10.24)
- 미래예측서 "세계미래보고서 2021" (비즈니스북스 2020.10.22)
- 미래예측서 "세계미래보고서 2035-2055" (교보출판 2020.06.05)
- 미래예측서 "세계미래보고서 2022: 메타 사피엔스가 온다:세계적인 미래연구기구 ‘밀레니엄 프로젝트’의 2022 대전망!" (비즈니스북스출판 2021.10.19)
- 미래예측서 "세계미래보고서 2023: 세계적인 미래연구기구 ‘밀레니엄 프로젝트’의 2023 대전망!" (비즈니스북스출판 2022.10.11)
- 미래예측서 "새로운 부의 기회는 어떻게 오는가 챗GPT 세계미래보고서" (더블북 2023.04.03)
- 미래예측서 "세계미래보고서 2024-2034" (교보문고 2023.11.25)